# Antonín Mazáč
Antonín Mazáč (* 27. dubna 1979 Karlovy Vary[zdroj?]) je český spisovatel pocházející ze západočeského Chodova.

## Život
V roce 1997 vystudoval Střední průmyslovou školu v Lokti. V roce 2014 a 2015 byl redaktorem e-zinu Lemurie, poté v roce 2018 a 2019 byl šéfredaktorem e-zinu Sententias. Od roku 2020 je šéfredaktorem Loketských listů Archivováno 25. 11. 2020 na Wayback Machine. a spisovatelem na volné noze.
První literární zkušeností byly účasti v regionálních soutěžích. Výsledkem bylo vítězství v soutěži Prvotiny Archivováno 28. 11. 2020 na Wayback Machine., ale také spoluúčast na povídkové knize Hledá se autor bestselleru – povídky 2011 pod záštitou Centra Paraple Zdeňka Svěráka. V současné době se věnuje především psaní románů, je otcem literární soutěže ČESKÁ LUPA a pravidelně porotcuje v ceně Jiřího Marka pořádané organizací AIEP, českou odnoží sdružení autorů detektivní a dobrodružné literatury.
V roce 2014 autorovi vyšel v nakladatelství Beletris triptych detektivních novel Noční tep, následovala kniha Křest ohněm (2015, BELETRIS) a po ní detektivní román Letargie (2017, Plus). V roce 2019 žánrově odbočil hororem Tři kříže a navázal thrillerem Nezbytná opatření.

## Dílo
- Hledá se autor bestselleru (2012), Nakladatelství Fragment
- Noční tep (2014), Beletris
- Křest ohněm (2015), Beletris
- Letargie (2017), Plus
- Tři kříže (2019), Talent Pro Art
- Nezbytná opatření (2020), Talent Pro Art
- Aristokrat (2021), Cosmopolis